# Amarsi male (singolo)
Amarsi male è un brano musicale estratto come primo singolo dall'album Amore, lavoro e altri miti da sfatare del gruppo bolognese Lo Stato Sociale, uscito il 10 marzo 2017. Il brano è stato pubblicato in anteprima il 9 dicembre 2016.

## Il brano
Il testo del brano tratta in maniera ironica la routine dei rapporti di coppia.

## Video musicale
Il video diretto da Cosimo "Zurb" Bruzzese è stato pubblicato sulla pagina ufficiale della band il giorno stesso dell'uscita del brano. 

## Tracce

### Download digitale
1. Amarsi male – 4:18 (Lo Stato Sociale)

## Formazione
- Alberto "Albi" Cazzola - voce, basso
- Francesco "Checco" Draicchio - sintetizzatore, sequencer, programmazione, percussioni
- Lodovico "Lodo" Guenzi - voce, chitarra, pianoforte
- Alberto "Bebo" Guidetti - drum machine, programmazione, sintetizzatore, sequencer
- Enrico "Carota" Roberto - voce, sintetizzatore, pianoforte, rhodes, programmazione